# Charassognathus gracilis
Charassognathus gracilis è un tetrapode estinto, appartenente ai terapsidi. Visse nel Permiano superiore (circa 260 milioni di anni fa) e i suoi resti fossili sono stati ritrovati in Sudafrica.

## Descrizione
Questo animale è noto per uno scheletro parziale (noto con il numero di catalogo SAM-PK-K10369), comprendente un cranio completo con tanto di mandibola, alcune vertebre cervicali, costole e parti delle zampe. Charassognathus era un piccolo animale, il cui cranio era lungo solo 5 centimetri. La lunghezza totale non doveva superare i 50 centimetri. Charassognathus (il cui nome significa "mascella dalla tacca") possedeva una caratteristica tacca sul processo coronoide; probabilmente era un punto d'inserzione per i muscoli masticatori. Charassognathus possedeva un muso lungo poco meno della metà della lunghezza del cranio, e un lungo processo sulla septomaxilla. 

## Classificazione
Charassognathus venne descritto per la prima volta nel 2007, sulla base di fossili ritrovati nei pressi di Fraserburg, in Sudafrica. Charassognathus è considerato il più antico e più basale tra i cinodonti, un gruppo di terapsidi evoluti, che in senso cladistico comprendono anche i mammiferi veri e propri. La strana forma della septomaxilla è tipica dei terocefali, un altro gruppo di terapsidi leggermente più basali; la somiglianza tra Charassognathus e i terocefali potrebbe indicare che questo animale era vicino all'antenato comune di cinodonti e terocefali.